# Eucyclops delachauxi
Eucyclops delachauxi – gatunek widłonoga z rodziny Cyclopidae. Opisał go w 1925 roku niemiecki zoolog Friedrich Kiefer, nadając mu nazwę Cyclops delachauxi.